# Castello di Cisterna
Castello di Cisterna ist eine Gemeinde mit 7794 Einwohnern (Stand 31. Dezember 2023) in der Metropolitanstadt Neapel, Region Kampanien.
Die Nachbarorte von Castello di Cisterna sind Acerra, Brusciano, Pomigliano d’Arco und Somma Vesuviana.

## Bevölkerungsentwicklung
Castello di Cisterna zählt 1731 Privathaushalte. Zwischen 1991 und 2001 stieg die Einwohnerzahl von 6416 auf 6716. Dies entspricht einem prozentualen Zuwachs von 4,7 %.

## Söhne und Töchter der Gemeinde
- Nicola Caccia (* 1970), Fußballspieler und -trainer